# The Adventures of Robin Hood
The Adventures of Robin Hood — кооперативна настільна гра, створена Міхаелем Менцелем і видана у березні 2021 року видавництвом Franckh-Kosmos. Як і в попередніх проєктах Менцеля, таких як Легенди Андора та її самостійне доповнення Остання надія, він також виступив ілюстратором гри.

## Тема та компоненти
Гравці виступають у ролі вигнанців (Робін Гуд, Маріан, Маленький Джон і Вілл Скарлет) і проходять сім із дев’яти різних пригод. Вони, наприклад, шукають меч на ігровому полі або допомагають селянину зникнути. Для кожного вигнанця є п’ять фігурок, а також три фігурки для Гая Гісборна, ворона, менестреля і сіра фігурка Вілла Скарлета. Крім того, гра містить 10 дерев’яних дисків, 130 дерев’яних кубиків, стрілу та тканинний мішечок. Особливістю є ігрове поле без клітинок, яке складається з восьми частин, і книга в твердій палітурці, що розповідає історію.

## Ігровий принцип

### Підготовка
Точна підготовка ігрового поля прописана в книзі для кожної пригоди окремо, але є кілька стандартних кроків:
- На початку гри складається восьмичастинне ігрове поле без клітинок, а дерев’яні елементи з попередньої гри повертаються до запасу. Плитки із зіркою чи місяцем перевертаються так, щоб ці символи не було видно, а вміст мішечка (дерев’яні елементи та печатки) висипається біля поля.
- Кожен гравець обирає вигнанця. Книга іноді вимагає, щоб певні вигнанці брали участь у пригоді, наприклад, Робін Гуд майже завжди обов’язковий. Далі йдуть специфічні вказівки для кожної пригоди та нові правила. Зокрема, визначається:
  - Яке спорядження мають вигнанці на початку (зазвичай шкура та лук).
  - Які диски кладуться в мішечок (зазвичай по одному диску для кожного вигнанця — синій, жовтий, зелений, бірюзовий — плюс сірий, червоний, фіолетовий і білий).
  - Які кубики кладуться в мішечок (зазвичай шість фіолетових і один білий на гравця).
  - Скільки пісочних годинників стоїть на стороні зла
  - На яке поле шкали надії ставиться менестрель.
  - Які печатки та диски кладуться в заглиблення для печаток (у верхній частині поля).
  - Які плитки на початку відкриті чи закриті.
  - Де починають вигнанці (зазвичай визначається випадково за допомогою чотирьох різнокольорових печаток із левом чи орлом).

### Ігровий хід
Кожен хід відбувається за однаковою схемою:
1. По черзі гравець витягує диск із мішечка та кладе його на млин. Виконується відповідна дія (наприклад, «Темні події» «Червоний»). Якщо витягнуто зелений, жовтий, синій, бірюзовий, білий або сірий диск, виконуються наступні кроки:
2. Рух[6]
3. Збереження сил[7]
4. Виконання однієї з трьох дій:
a. Дослідіть плитку зі знаком питання:
Якщо вигнанець торкається поля зі знаком питання, він може його дослідити. Гравець читає відповідну сторінку в книзі.[8] На полях без персонажів зазвичай отримується предмет. У торговців (100, 120, 310) можна запитувати важливу інформацію або обміняти наявний предмет на інший із нижнього пергаменту предметів. Поля з персонажами дозволяють запитувати інформацію чи підтримку, яка часто включає предмети, переміщення на віддалене поле або додавання білих кубиків у мішечок.[1]
b. Подолати ворога:
Якщо вигнанець має лук і ворог — стражник, або якщо фігурка торкається поля ворога, можна спробувати його подолати. Гравець витягує до трьох кубиків (по одному за кожен меч, один додатковий за Брата Така із збереженими силами, два за сокиру). Для стражника чи вельможі достатньо одного білого кубика, для норманів, карет чи особливих ворогів — два. Витягнуті кубики повертаються до запасу. Якщо витягнуто червоний кубик, шериф Ноттінгемський рухається до Брата Така. У разі успіху ворог перевертається, і гравці отримують нагороду.[8] На стражників, норманів і вельмож кладуться пісочні годинники, доки вони не будуть зняті, ці вороги не відкриваються.
c. Обмінятися предметами з іншим гравцем:
Якщо фігурки двох гравців торкаються, вони можуть обмінятися предметами, переміщуючи відповідні кубики на пергаментах предметів.[8]

#### Рух
Коли витягується диск кольору гравця, він може рухатися. Кожен вигнанець має п’ять різних фігурок. Для переміщення з точки А до точки Б гравець додає до своєї першої стоячої фігурки до двох (або жодної) довших рухомих фігурок і/або одну бігову, ще довшу фігурку, а потім ставить другу стоячу фігурку. Фігурки не можна рухати через ілюстрації (дерева, будинки, річки, людей, предмети тощо). Вілл Скарлет має додаткову сіру бігову фігурку.

##### Збереження сил
Якщо вигнанець відмовляється від руху, ставить лише другу стоячу фігурку або використовує до двох коротких рухомих фігурок, він може зберегти сили, додаючи білий кубик у мішечок. Якщо Маленький Джон зберіг сили, він може витягнути додатковий кубик під час подолання ворога. Маріан, зберігаючи сили, може замість кубика поставити свого ворона на відкритого стражника. Якщо стражник мав би захопити вигнанця, ворон видаляється, а вигнанець залишається вільним.

#### «Темні події»

##### Червоний
Якщо витягується червоний диск, хід змінюється:
1. Усі карети закриваються. За кожну закриту карету відкривається плитка карети в замку.
2. Надія зменшується на один пункт на гравця: менестрель рухається на одне поле ліворуч до нуля на шкалі надії. Залишкові кроки втрачаються.
3. Витягується печатка з мішечка, кладеться в заглиблення для печаток і виконується. Це може знизити надію, відкрити чи закрити стражників, норманів, вельмож чи карети.
4. Стражники та нормани захоплюють вигнанців, якщо ті стоять на контрольованій ними галявині. Вигнанці можуть звільнитися за правилами подолання.
5. Пісочні годинники знімаються з подоланих стражників, норманів, вельмож і один із нечисті.
6. Ще один пісочний годинник знімається з нечисті, якщо менестрель на нулі шкали надії. Якщо пісочних годинників не залишилося, гравці програють, і читається вказана сторінка «поганого кінця».[9]

##### Фіолетовий
Якщо витягується фіолетовий диск, хід змінюється:
1. На кожного гравця додається один фіолетовий кубик у мішечок.
2. У доповненні «Брат Так у небезпеці» додається один червоний кубик на гравця.
3. Гай Гісборн рухається:
  1. Фіолетова фігурка Гая Гісборна рухається за стандартними правилами до найближчого вигнанця. Вигнанців на дерев’яних мостах, у возі з сіном або з капелюхом і плащем ігнорують.
  2. Якщо Гай Гісборн торкається фігурки вигнанця, той втрачає одну бігову фігурку до кінця пригоди. Якщо бігових фігурок немає, вигнанець вибуває.[10] Якщо жоден вигнанець не може продовжувати, гравці програють, і читається сторінка «поганого кінця».

### «+ Режим»
Для підвищення реграбельності та складності створено «+ Режим». У ньому змінюються базові правила: герб завжди на початку встановлено на перший варіант, незалежно від попередніх спроб у «+ Режимі». Щоразу, коли ворога долають, після отримання нагороди виконується «символ розшуку» з негативними ефектами. Деякі символи можуть перевернути герб, переводячи гру в інший варіант. Щоб уникнути суперечливих завдань, у книзі читаються розділи з позначкою «+» додатково або замість відповідного варіанту герба.
У доповненнях і фанатських розширеннях «+ Режим» недоступний.

## Нагороди
- Spiel des Jahres 2021: Номінація
- Deutscher Spielepreis 2021: 3-є місце
- Swiss Gamers Award 2021: 3-є місце
- Nederlandse Spellenprijs 2022: Номінація